# Paleopsilopterus
Paleopsilopterus é um gênero de ave fóssil da família Phorusrhacidae. E a única espécie descrita para o gênero é Paleopsilopterus itaboraiensis. Seus restos fósseis foram encontrados São José de Itaboraí, Rio de Janeiro, Brasil, e datam do Paleoceno Médio.